# 9655 Yaburanger
9655 Yaburanger è un asteroide della fascia principale. Scoperto nel 1996, presenta un'orbita caratterizzata da un semiasse maggiore pari a 2,3674210 au e da un'eccentricità di 0,0701163, inclinata di 4,97300° rispetto all'eclittica.
L'asteroide è dedicato all'omonimo gruppo giapponese di esploratori di castelli.